# Земські уставні грамоти
Земські уставні грамоти, земські устави, обласні привілеї —
законодавчі акти у Великому князівстві Литовському (ВКЛ) та Короні Польській, якими (до запровадження Литовського статуту 1529; див. Статути Великого князівства Литовського) королі польські і великі князі литовські підтверджували давні права тієї або іншої землі й на основі цих прав встановлювали норми її взаємовідносин з центральною державною владою. Це були автономні статути земель, своєрідні місцеві конституції.
На відміну від привілейних грамот, що запроваджували нове право, З.у.г. ґрунтувалися на давньому праві відповідної землі.
Відомі 8 З.у.г. для укр. земель: 6 з них стосувалися земель, що входили до складу ВКЛ, 2 – західноукр. земель, підпорядкованих Короні Польській. Найдавніші з них: грамота короля польського і верховного князя литовського Владислава II Ягайла 1427 (або 1432) для Луцької землі та грамота короля польського і великого князя литовського Казимира IV Ягеллончика 1456 для Галицької землі. Решта – грамоти пізнішого часу: одна грамота 1516 – для Дорогичинської землі (Підляшшя), дві грамоти (1501 і 1509) – для Волинської землі, дві грамоти (1507 і 1529) – для Київської землі та одна грамота 1501 – для Більського повіту (див. Повіт) на Підляшші. Частина з цих грамот містить посилання на попередні їм грамоти, які до нас не дійшли. Крім цих земських грамот, існували також уставні грамоти, якими надавалися часткові привілеї окремим областям. Особливістю пізніших грамот є те, що вони містять чимало норм, які стосуються не всього населення тієї чи іншої землі, а окремих станів цієї землі.
Загалом З.у.г. містили норми цивільного, фінансового, кримінального та процесуального права. В них зафіксовано інститути та норми давнього українського звичаєвого права.